# Gianbattista Baronchelli
Gianbattista Baronchelli (Ceresara, 6 settembre 1953) è un ex ciclista su strada italiano.
Nel 1973 da dilettante ha vinto Giro d'Italia e Tour de l'Avenir (unico corridore nella storia a riuscirci nella stessa stagione). Professionista dal 1974 al 1989, nel 1980 fu medaglia d'argento ai mondiali di Sallanches. In carriera vinse inoltre due Giri di Lombardia, due Giro del Piemonte, sei Giri dell'Appennino consecutivi e cinque tappe al Giro d'Italia. Per tre volte giunse al podio del Giro d'Italia (due volte in seconda posizione ed una volta in terza). Conta 94 vittorie da professionista.

## Carriera
Nel 1973, nell'arco di soli 45 giorni, riuscì a imporsi in due importanti corse per dilettanti: il Giro d'Italia e il Tour de l'Avenir. A tutt'oggi è il solo corridore che sia riuscito nell'impresa di vincere nella stessa stagione queste due prestigiose competizioni.
L'anno successivo passò professionista con la squadra Scic diretta da Carlo Chiappano. Già al primo anno si mise in luce confermando le aspettative: nel Giro d'Italia 1974 ottenne, all'esordio, la sua impresa più famosa, giungendo secondo alle spalle del Cannibale Eddy Merckx. A soli 21 anni di età, alla prima stagione da professionista, Baronchelli stupì tutti disputando un Giro da protagonista, e nella decisiva tappa delle Tre Cime di Lavaredo, quando lo spagnolo Fuente era in testa, staccò Merckx, che dovette spremersi al massimo per conservare la maglia rosa (salvata per soli 12 secondi).
Baronchelli fu poi terzo nel Giro d'Italia 1977, secondo nel Giro d'Italia 1978, e in altre sette occasioni arrivò nei primi dieci della classifica generale, vincendo in totale cinque tappe nella corsa rosa. Malgrado ciò riuscì a vestire la maglia rosa in totale solo per due giorni, nel 1986. Partecipò anche a due Tour de France e ad una Vuelta a España (dove vinse una tappa), ma non raggiunse gli stessi risultati ottenuti al Giro, ritirandosi in tutte le occasioni. Tra le competizioni a tappe, vinse invece il Giro dei Paesi Baschi nel 1976 e il Giro di Romandia nel 1977.
Fra le 90 vittorie della carriera, conquistate nonostante diversi infortuni che ne hanno condizionato l'attività, spiccano due Giri di Lombardia vinti a distanza di nove anni (1977, 1986), sei Giri dell'Appennino consecutivi dal 1977 al 1982 (record) e diverse classiche del ciclismo italiano, come il Giro del Piemonte, il Giro dell'Emilia, il Giro del Lazio, la Coppa Placci, il Giro di Romagna, ed il Trofeo Baracchi (in coppia con Francesco Moser). 
Si ricordano inoltre il secondo posto al Giro di Lombardia del 1973, quello alla Freccia Vallone del 1978, quello al Giro di Romandia del 1979, ma soprattutto il secondo posto ai Campionati del mondo del 1980, unico degli italiani capace di tenere il passo di Bernard Hinault - dominatore di quegli anni - fino al penultimo giro, quando il campione francese staccò tutti, arrivando con 1'01" su Baronchelli (penalizzato, nelle ultime battute, anche dal distacco della catena della sua bici), e 4'25" sullo spagnolo Fernández, che beffò in volata l'altro azzurro Wladimiro Panizza.
Ritiratosi nel 1989 dall'attività professionistica, ha proseguito a gareggiare per qualche tempo nella mountain bike, gestendo contemporaneamente un negozio di biciclette ad Arzago d'Adda, nei pressi di Bergamo, insieme al fratello Gaetano, anch'egli ex ciclista professionista.
È soprannominato "Tista" per gli amici e "Gibì" per i tifosi.

## Palmarès
- 1971 (dilettanti)

Rho-Baveno-Levo
Circuito Bassignanese
- 1973 (dilettanti)

Bologna-Passo della Raticosa
Coppa Città di Cuorgnè
7ª tappa Giro d'Italia dilettanti (Marostica > Belluno)
Classifica generale Giro d'Italia dilettanti
4ª tappa Grand Prix de l'Avenir (Unac > Ax-les-Thermes)
Classifica generale Grand Prix de l'Avenir
Gran Premio Artigiani Sediai e Mobilieri
- 1975 (Scic, tre vittorie)

Trofeo Laigueglia
5ª tappa, 1ª semitappa Giro di Sardegna (Nuoro > Monte Spada)
Cronoscalata del Col San Martino
- 1976 (Scic, cinque vittorie)

1ª tappa, 2ª semitappa Vuelta al País Vasco (Ayegui > Calahorra)
3ª tappa Vuelta al País Vasco (Agurain > Goiuria)
Classifica generale Vuelta al País Vasco
Giro di Romagna
1ª frazione Cronostaffetta (Martinsicuro)
- 1977 (Scic, cinque vittorie)

2ª tappa Tour de Romandie (Delémont > Le Locle)
Classifica generale Tour de Romandie
Giro dell'Appennino
18ª tappa Giro d'Italia (Cortina d'Ampezzo > Pinzolo)
Giro di Lombardia
- 1978 (Scic, cinque vittorie)

15ª tappa Giro d'Italia (Treviso > Canazei)
Giro dell'Appennino
Giro dell'Umbria
Coppa Placci
Giro del Piemonte
- 1979 (Magniflex, cinque vittorie)

1ª tappa Giro di Frasassi
Classifica generale Giro di Frasassi
Giro dell'Appennino
Giro di Romagna
Cronoscalata della Futa-Memorial Gastone Nencini
- 1980 (Bianchi, quindici vittorie)

1ª tappa Giro di Frasassi
2ª tappa Giro di Frasassi
Classifica generale Giro di Frasassi
Giro della Provincia di Reggio Calabria
3ª tappa Giro del Trentino (Bolzano > Arco)
Rund um den Henninger-Turm
Giro dell'Appennino
11ª tappa Giro d'Italia (Palinuro > Campotenese)
2ª tappa Ruota d'Oro
Classifica generale Ruota d'Oro
Gran Premio Montelupo
Coppa Sabatini
Giro dell'Emilia
3ª tappa Giro di Puglia (Andria > Castellana Grotte)
Giro del Piemonte
- 1981 (Bianchi, sei vittorie)

1ª tappa Giro di Frasassi
Giro dell'Appennino
10ª tappa Giro d'Italia (Roma > Cascia)
Giro di Toscana
Giro del Lazio
Classifica generale Giro di Puglia
- 1982 (Bianchi, sette vittorie)

Classifica generale Giro di Frasassi
1ª tappa Giro del Trentino (Arco > Lodrone)
Giro dell'Appennino
Cronoscalata Sarnico - San Fermo
Giro dell'Umbria
Gran Premio Industria e Artigianato
Cronoscalata Castione-Monte Pora
- 1984 (Murella, una vittoria)

Giro di Toscana
- 1985 (Sup. Brianzoli, una vittoria)

3ª tappa Vuelta a España (Orense > Santiago di Compostela)
- 1986 (Del Tongo, tre vittorie)

4ª tappa Giro d'Italia (Villa San Giovanni > Nicotera)
Cronoscalata della Futa-Memorial Gastone Nencini
Giro di Lombardia
- 1987 (Del Tongo, una vittoria)

5ª prova Trofeo dello Scalatore (Onno > Ghisallo)
- 1988 (Pepsi Cola, una vittoria)

Cronoscalata Bologna-San Luca

### Altri successi
- 1973 (dilettanti)

Melzo-Oltre il Colle
Grosso Canavese
Agnosine
Alzate
Viaccia
Felino
- 1975 (Scic)

Trofeo Baracchi (Cronocoppie con Francesco Moser)
Circuito di Magione
- 1976 (Scic)

Circuito di Errano di Faenza
Circuito di Cuneo
Circuito di Monasterolo del Castello
Circuito di Chignolo Po
- 1977 (Scic)

Criterium di Arezzo
Coppa Città di Canelli
Criterium di Pergola
Criterium di Chignolo Po
- 1978 (Scic)

Circuito del Lido di Venezia
Circuito di Garbagnate
Circuito di Grotte di Castro
Circuito di Castellina Scalo
Cantagallo-Pistoia
Circuito di Molteno
Circuito di Ceresara
Giro del Piemonte
- 1979 (Magniflex)

Circuito di Carpineti
Circuito di Firenze
- 1980 (Bianchi)

Cronostaffetta (cronosquadre)
Circuito di Nanno
Coppa Guinigi-Gran Premio Fausto Coppi - Laterina
Circuito di Cavo-Elba
Circuito di Kitzbühel
Rovereto
Circuito degli Assi-Trofeo Mele Val di Non - Nanno
Giro del Piemonte
- 1981 (Bianchi)

Circuito di Vigolo Marchese
Circuito di Piacenza
Cronostaffetta (cronosquadre)
Circuito di Roccastrada
- 1982 (Bianchi)

Circuito di Bettolle
Circuito di Granze
Circuito di San Fermo
Circuito di Chignolo Po
- 1983 (Sammontana)

Circuito di Monte Pora
Circuito di Roccastrada
- 1984 (Murella)

Circuito di Errano di Faenza
- 1986

Circuito di Crema
Circuito di Vailate
Cronostaffetta (cronosquadre)
- 1988 (Pepsi Cola)

Circuito di Bologna
Circuito di Sospirolo
Circuito degli Assi-Trofeo Mele Val di Non - Nanno

## Piazzamenti

### Grandi Giri
- Giro d'Italia

1974: 2º
1975: 10º
1976: 5º
1977: 3º
1978: 2º
1980: 5º
1981: 10º
1982: 5º
1983: 16º
1984: 6º
1985: 6º
1986: non partito (17ª tappa)
1987: non partito (15ª tappa)
- Tour de France

1976: non partito (15ª tappa)
1979: ritirato (9ª tappa)
- Vuelta a España

1985: ritirato (11ª tappa)

### Classiche monumento
- Milano-Sanremo

1974: 26º
1975: 50º
1976: 13º
1977: 80º
1978: 86º
1979: 54º
1982: ritirato
1983: ritirato
1984: 31º
1985: 70º
1987: 131º
- Giro delle Fiandre

1975: 28º
- Parigi-Roubaix

1975: ritirato
- Liegi-Bastogne-Liegi

1978: 7º
1979: 4º
1980: ritirato
1984: 13º
1986: ritirato
- Giro di Lombardia

1975: 7º
1977: vincitore
1978: 6º
1979: 23º
1980: ritirato
1981: 21º
1982: 6º
1983: 26º
1985: 9º
1986: vincitore
1987: ritirato
1988: 7º

### Competizioni mondiali
- Campionati del mondo

Ostuni 1976 - In linea: 42º
Nürburgring 1978 - In linea: 16º
Valkenburg 1979 - In linea: ritirato
Sallanches 1980 - In linea: 2º
Praga 1981 - In linea: 27º
Goodwood 1982 - In linea: 30º
Altenrhein 1983 - In linea: 32º
Barcellona 1984 - In linea: 20º
Giavera del Montello 1985 - In linea: 60º
Colorado Springs 1986 - In linea: 40º